# Ruginoasa (Iași)
Ruginoasa es una comuna ubicada en el distrito de Iași, Rumania.

## Superficie
Cuenta con una superficie de 56,70 kilómetros cuadrados.

## Demografía
Hasta 2021 la población era de 5775 habitantes, con una densidad de población de 101,9 habitantes por kilómetro cuadrado.